# Neoscaptia basinitens
Neoscaptia basinitens là một loài bướm đêm thuộc phân họ Arctiinae, họ Erebidae.